# Euscelus elliptiguttatus
Euscelus elliptiguttatus es una especie de coleóptero de la familia Attelabidae.

## Distribución geográfica
Habita en Colombia, Costa Rica y Perú.